# Manuel Mairena
Manuel Cruz García conocido artísticamente como Manuel Mairena (Mairena del Alcor, Sevilla, 2 de noviembre de 1934-Sevilla, 25 de abril de 2013) fue un cantaor de flamenco.

## Biografía
Manuel Mairena es el último componente de la saga cantaora de los Mairena, hermano de Antonio Mairena. 
Comenzó su carrera profesional en el año 1947 tras conseguir un Premio de Saetas en un programa de Radio Sevilla. En 1951 entró como cantaor en la academia de Enrique el Cojo y algunos años más tarde, en 1960, ingresó en la compañía Susana y José con la que recorrió distintos escenarios de ciudades europeas.
En el año 1962 participó en el Concurso de Córdoba en el que su hermano Antonio recibió la III Llave de Oro del Cante actuando como cantaor para el baile de Carmen Carreras y Farruco, y por esos años se integró en varios de los festivales de Andalucía, siendo su primera actuación en el Festival de Granada.
Recorrió el mundo con la compañía de Manuela Vargas y recibió el premio Antorcha del Cante en el Concurso de su pueblo natal, Mairena del Alcor. En 1984 obtuvo el primer Compás el Cante que organizaba la Fundación Cruzcampo. 
Cuenta con una amplia discografía grabada en su mayor parte en los años finales de la década de los sesenta y en los primeros de los setenta del siglo XX. 
De su hermano Antonio adoptó el repertorio y los guitarristas, aunque inprimió su propia personalidad en los fandangos y las saetas, dos géneros del flamenco a los que dedicó una mayor atención en los años 70.

## Discografía
En su discografía se encuentran tanto discos grabados en solitario como colectivos, en los que interviene junto a otros grandes artistas del momento. Entre su obra grabada más conocida se cita:
- Manuel Mairena canta por fandangos (de los primeros años de la década de los 70).
- Con la verdad del cante (1980), disco grabado con la guitarra de Enrique de Melchor.
- Cuatro fandangos y cuatro saetas suyas fueron grabadas en el disco: Cultura Jonda: el mairenismo (1990), con la guitarra de Melchor de Marchena.
- Su Farruca (1969) y una saeta sevillana (1969), reeditadas en la Magna antología del cante flamenco (1992), acompañado de la guitarra de Niño Ricardo.
- Vía crucis de Manuel Mairena (1997), monográfico de saetas de la zona Mairena-Triana-Alcalá de Guadaíra.
- En el colectivo Un gitano de ley, de 1997, participa con  un romance del tipo mairenista con letra alusiva a la vida de Ceferino Giménez, al que está dedicado este disco.